# Direction de l'agriculture et de la forêt de La Réunion
La Direction de l'agriculture et de la forêt de La Réunion est un immeuble de bureaux de l'île de La Réunion, département d'outre-mer français dans le sud-ouest de l'océan Indien. Situé au 308, boulevard de la Providence, à Saint-Denis, il est l'œuvre de l'architecte Jean Bossu. Il est inscrit en totalité à l'inventaire supplémentaire des Monuments historiques depuis le 26 août 2011.